# 汎マイム工房
劇団汎マイム工房（げきだんはんマイムこうぼう）は1976年にあらい汎によって創立されたパントマイム専門の劇団。2009年時点での劇団員は18名。傘下に営業企画グループ「パントマイム・アーティスト・カンパニー」とクラウン＆パントマイム養成機関「パフォーミング・アーツ・カレッジ」を擁す。
東京都板橋区に稽古場を持つ。観客席150人の「スタジオPAC」を拠点に全国の鑑賞会、小中学校、高等学校を対象にした公演、他文化庁の本物の舞台鑑賞事業の推薦で巡回公演を進めている。
劇団自主公演も多く、くるくるシルク公演、フィジカルソロマイム公演、道化師コンサート公演、新人トライアル公演などを行っている。

## 沿革
主宰のあらい汎は太田省吾の劇団「転形劇場」に所属しながらパントマイムの活動も行っており、ヨネヤマママコの助手なども務めていたが、1976年に汎マイム工房を旗揚げした。当初は肉体訓練スタジオとしての位置付けで、生徒は3人であった。1977年には最初の公演を行った。。1982年イタリア、アレッツォで開催された世界マイムフェスティバルへの参加を契機に劇団体制に移行。1983年の第10回アレッツォ世界演劇フェスティバルでは工房の5人で出場し、グランプリを獲得した。それまで稽古場は池袋にあったが、1988年に転形劇場が解散すると、転形劇場が1985年から使用していたT2スタジオを引き継ぎ、練馬区羽沢に移転した。

## 公演
- 闇のサーカス（1985年）[8]
- オリンポスのMIMOS（2001年）[9]

## CM
- コスモ証券（1989年）[10][11]